# Сан-Жуан-душ-Калдейрейруш
Сан-Жуан-душ-Калдейрейруш (порт. São João dos Caldeireiros; МФА: [ˈsɐ̃w ʒu.ˈɐ̃w duʃ kaɫ.dɐj.ˈɾɐj.ɾuʃ]) — парафія в Португалії, у муніципалітеті Мертола. Розташована в південній частині країни, на теренах історичної португальської провінції Алентежу. Входить до складу округу Бежа. За адміністративним поділом, чинним до 1976 року, терени парафії були складовою провінції Нижнє Алентежу. Належить до Безької діоцезії Католицької церкви. Патрон — Іван Хреститель. Площа — 103,9545 км². Населення — 567 ос. (2011). Слабо урбанізований регіон. Густота населення — 5,45 осіб/км²
. Код — 020906.

## Населення
| Кількість мешканців | Кількість мешканців | Кількість мешканців | Кількість мешканців | Кількість мешканців | Кількість мешканців | Кількість мешканців | Кількість мешканців | Кількість мешканців | Кількість мешканців | Кількість мешканців | Кількість мешканців | Кількість мешканців | Кількість мешканців | Кількість мешканців |
| ------------------- | ------------------- | ------------------- | ------------------- | ------------------- | ------------------- | ------------------- | ------------------- | ------------------- | ------------------- | ------------------- | ------------------- | ------------------- | ------------------- | ------------------- |
| 1864                | 1878                | 1890                | 1900                | 1911                | 1920                | 1930                | 1940                | 1950                | 1960                | 1970                | 1981                | 1991                | 2001                | 2011                |
| 1 079               | 1 067               | 993                 | 986                 | 1 186               | 1 318               | 1 321               | 1 646               | 1 486               | 1 532               | 1 109               | 1 018               | 803                 | 728                 | 567                 |